# Yādiki
Yādiki är en ort i Indien.   Den ligger i distriktet Anantapur och delstaten Andhra Pradesh, i den södra delen av landet, 1 500 km söder om huvudstaden New Delhi. Yādiki ligger 289 meter över havet och antalet invånare är 23 269.
Terrängen runt Yādiki är platt söderut, men norrut är den kuperad. Terrängen runt Yādiki sluttar söderut. Runt Yādiki är det tätbefolkat, med 343 invånare per kvadratkilometer. Det finns inga andra samhällen i närheten. Trakten runt Yādiki består till största delen av jordbruksmark.